# 마이크 웨스트브룩
마이클 존 데이비드 웨스트브룩(영어: Michael John David Westbrook , 1936년 3월 21일~) 예명 마이크 웨스트브룩(영어: Mike Westbrook)은 잉글랜드의 피아노 연주자, 작곡가이다.